# Heinz Löffler (Limnologe)
Heinz Löffler (* 17. März 1927 in Wien; † 13. Oktober 2006 in Wien) war ein österreichischer Limnologe und Mitglied der Akademie der Wissenschaften.

## Leben und Wirken
Heinz Löffler, der einer Wiener Familie entstammte, studierte nach dem Zweiten Weltkrieg an der Universität Wien Naturwissenschaften mit dem Schwerpunkt Zoologie.
Mit Kollegen wie Rupert Riedl und Wolfgang Wieser führte er Forschungsexpeditionen im Mittelmeer durch. Mit Ferdinand Starmühlner (1927–2006), Jens Hemsen und Alfred Kaltenbach, der später im Naturhistorischen Museum Leiter der Insecta varia-Sammlung wurde, unternahm er in den Jahren 1949 und 1950 auch mit Unterstützung von Franz Ruttner eine Forschungsreise nach Persien, wo er Untersuchungen an den Steppen- und Salzseen unternahm, die die Grundlage für seine Doktorarbeit wurden. Unterstützung erfuhr er bei seinen amerikanischen Touren von George Evelyn Hutchinson. Aus dieser Zusammenarbeit entstand auch das Werk The thermal classification of lakes im Jahr 1956.
Sein Ziel war es, die Ökologie der Gewässer verschiedener Kontinente in ihren landschaftsökologischen Rahmenbedingungen zu verstehen und zu beschreiben. So waren in den 1960er Jahren seine Forschungsziele die tropischen Hochgebirgsseen, worüber er auch zahlreiche Publikationen verfasste.
In Österreich begann er mit der Paläolimnologie ein Gebiet zu erforschen, auf dem es damals noch wenige Publikationen gab. Heute bildet diese Forschungsrichtung, die hauptsächlich auf Methoden der Mikropaläontologie und Pollenstratigraphie basiert, eine Grundlage für die Klimaforschung und die Archäologie der Feuchtbodensiedlungen. Er führte diese Forschungen im Rahmen des „Limnologischen Instituts der Österreichischen Akademie der Wissenschaften“ zuerst an der Biologischen Station Lunz und später am von ihm gegründeten Limnologischen Institut in Mondsee durch.
An der Universität in Wien richtete er den Lehrstuhl für Limnologie ein, der heute zum Department für Limnologie der Fakultät für Lebenswissenschaften der Universität Wien gehört.
Auch an der Akademie der Wissenschaften gelang es ihm, das Limnologische Institut maßgeblich zu erweitern. Er stand diesem bis 1986 vor.
Im Jahr 1974 gründete er einen Postgraduate-Kurs für Teilnehmer aus der Dritten Welt für die Wasserwirtschaft, der ein großer Erfolg wurde.
Auch für den Naturschutz konnte er zahlreiche Erfolge erreichen, wie die Unterschutzstellung der Lobau oder dem Biosphärenpark Neusiedler See. Auch am Schutz der Hainburger Au war er maßgeblich beteiligt. Als die Besetzung im Jahr 1984 begann, unterbrach er seinen Forschungsaufenthalt in Kanada, um mit der Bundesregierung nach Lösungen zu suchen.
Löffler wurde am Döblinger Friedhof in Wien bestattet.

## Werke (Auswahl)
- Der Neusiedlersee: Naturgeschichte eines Steppensees, 1974, ISBN 3217006267
- 70 Jahre Biologische Station Lunz: 70 Jahre Limnologie in Österreich, 1976 ISBN 385326512X